# Jorge Valdemar da Dinamarca
Jorge Valdemar Carlos Absalão (Gentofte, 16 de abril de 1920 – Copenhague, 29 de setembro de 1986), foi um Príncipe da Dinamarca, filho mais velho do príncipe Absalão da Dinamarca e de sua esposa, a princesa Margarida da Suécia. Era bisneto do rei Cristiano IX da Dinamarca e do rei Oscar II da Suécia e Noruega, e ainda tetraneto do imperador e rei D. Pedro I do Brasil e IV de Portugal.

## Biografia
O príncipe Jorge Valdemar Carlos Absalão era o filho mais velho do príncipe Absalão da Dinamarca e da princesa Margarida da Suécia. Como resultado do Ato de Sucessão à Coroa Dinamarquesa de 1953, que restringe o trono aos descendentes do rei Cristiano X e de sua esposa, Alexandrina de Mecklemburgo-Schwerin, ele perdeu seu lugar na linha de sucessão.
Em 16 de setembro de 1950, no Castelo de Glamis, casou-se com Ana Bowes-Lyon, filha de John Bowes-Lyon e Fenella Hepburn-Stuart-Forbes-Trefusis e recém divorciada do Visconde Anson. Sua esposa era prima em primeiro-grau da rainha Isabel II do Reino Unido. O príncipe Jorge serviu como adido de defesa de Londres e adido militar, naval e aeronáutico em Paris.

## Títulos e estilos
- 16 de abril de 1920 – 29 de setembro de 1986: Sua Alteza Real, o príncipe Jorge Valdemar da Dinamarca